# Concours international de chronométrie
Le Concours international de chronométrie est une compétition bisannuelle créée en 2009 qui vise à récompenser la précision des montres mécaniques.

## Origines

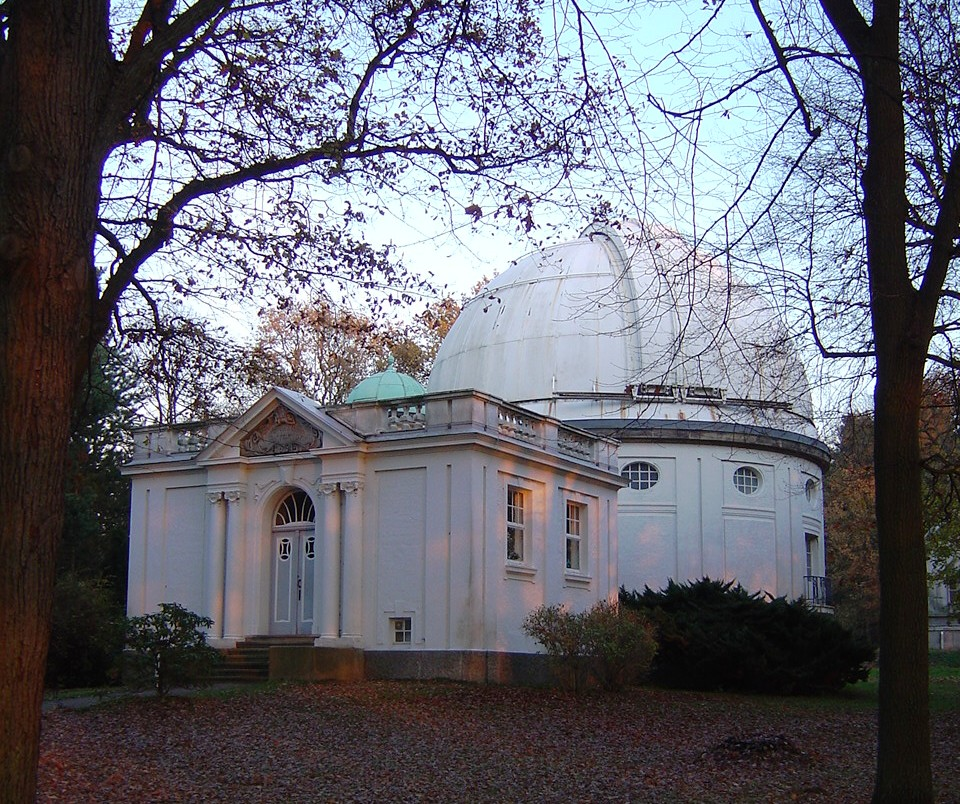
L'Observatoire de Hambourg organisait régulièrement des concours chronométriques.

Les premiers concours chronométriques furent organisés au cours du XIXe siècle, à une époque où seuls les cadrans solaires et les observatoires astronomiques, sont capables de fournir des mesures du temps fiables. Ils mettent en concurrence les fabricants d'horlogerie et contribuent au développement technique de ce secteur. Une réussite lors de ces concours est aussi perçue comme un redoutable argument commercial.
Généralement, ces concours sont organisés par des observatoires qui, de par leur démarche scientifique, se portent garants de la neutralité et de l'exactitude des mesures effectuées.
Une montre mécanique est par nature sensible aux conditions physiques qui l'entourent. Aussi, afin de simuler le porté réel d'une montre, un procédé de qualification est élaboré : placée à plat, au pendant, à différentes températures et ce durant plusieurs dizaines de jours, les garde-temps présentés ne doivent pas dériver,. Un nombre de points est accordé à chaque concurrent en fonction de ses performances et les vainqueurs se voient attribuer prix et récompenses financières.
Une part importante de la réussite à ce type de concours revient aux « régleurs », horlogers spécialisés dans l'ajustement du mécanisme, qui doivent estimer au mieux les dérives probables de leur mouvement et trouver par avance le réglage moyen idéal de leur montre,,.
Dans le monde, ces concours disparurent à la fin des années 1960 avec l'apparition des montres à quartz, qui sont des modèles abordables offrant une précision inégalée jusqu'alors.

## Le concours aujourd'hui
Depuis 2009, sous l’impulsion du Musée d'horlogerie du Locle, un Concours international de chronométrie est à nouveau organisé. Il a pour but de promouvoir la chronométrie dans le domaine de l'horlogerie mécanique contemporaine.
Jusqu'en 2015, le concours a connu une édition tous les deux ans. L'édition 2017 a été reportée.

### Déroulement des épreuves
En 2015, ce sont cinq épreuves réparties entre trois organismes partenaires que doivent affronter les concurrents.
1. Premier cycle de mesures selon la norme ISO 3159[18],[19], réalisé par le Contrôle officiel suisse des chronomètres (COSC).
2. Exposition aux champs magnétiques selon la norme ISO 764[20], réalisée par la Haute École Arc Ingénierie.
3. Deuxième cycle de mesures selon la norme ISO 3159, réalisé par le Contrôle Officiel Suisse des Chronomètres.
4. Exposition aux chocs[20], réalisée par la Haute École Arc Ingénierie.
5. Troisième cycle de mesures selon la norme ISO 3159, réalisé par l'Observatoire de Besançon.

À la suite des mesures, une note moyenne sur 1 000 points est obtenue.

### Palmarès
| Catégorie    | Vainqueur       | Calibre         | Fréquence       | Points obtenus  |
| ------------ | --------------- | --------------- | --------------- | --------------- |
| Tourbillon   | Louis Moinet    | 8009            | 3 Hz            | 682             |
| Chronographe | Tissot          | C01.211         | 4 Hz            | 572             |
| Classique    | Tissot          | A86.501         | 4 Hz            | 908             |
| Écoles       | Aucun qualifiés | Aucun qualifiés | Aucun qualifiés | Aucun qualifiés |

| Catégorie  | Vainqueur                                                                             | Calibre | Fréquence | Points obtenus |
| ---------- | ------------------------------------------------------------------------------------- | ------- | --------- | -------------- |
| Tourbillon | L. Leroy                                                                              | L512    | 4 Hz      | 794            |
| Classique  | Tissot                                                                                | A86.502 | 4 Hz      | 878            |
| Écoles     | Mathieu Douik, Centre interrégional de formation des Montagnes neuchâteloises (CIFOM) | 6498-1  | 2,5 Hz    | 571            |

| Catégorie  | Vainqueur       | Calibre         | Fréquence       | Points obtenus  |
| ---------- | --------------- | --------------- | --------------- | --------------- |
| Tourbillon | Greubel Forsey  | GF02s           | 3 Hz            | 915             |
| Classique  | Tissot          | 2824-2          | 4 Hz            | 764             |
| Écoles     | Aucun qualifiés | Aucun qualifiés | Aucun qualifiés | Aucun qualifiés |

| Catégorie                           | Vainqueur        | Calibre  | Fréquence | Points obtenus |
| ----------------------------------- | ---------------- | -------- | --------- | -------------- |
| Marques et fabricants de mouvements | Jaeger-LeCoultre | 978      | 4 Hz      | 909            |
| Particuliers                        | René Addor       | Papillon | 4 Hz      | 795            |

### Critiques
De nos jours, face aux montres à quartz, aux montres connectées ou aux téléphones portables, la précision chronométrique des pièces d'horlogerie mécanique a perdu de son sens et c'est la notion de prestige qui l'emporte.
Le déroulement de ce type de concours est extrêmement sévère et beaucoup de fabricants ne souhaitent pas y participer, y échouer pouvant nuire à leur image de marque,,.
En 2010, la Société Suisse de Chronométrie lance un concours de réglage alternatif qui est uniquement ouvert aux jeunes apprentis. Depuis 2013, la Société française des micro-techniques et de chronométrie fait de même.